# 旧制中等教育学校の一覧 (山形県)
山形県における旧制中等教育学校の一覧（きゅうせいちゅうとうきょういくがっこうのいちらん）とは、学制改革前（第二次世界大戦前）の山形県内での旧学制の中等教育学校をまとめた一覧である。

## 旧制中学校

### 公立
- 山形県師範学校中学師範学予備科（1882年）⇒ 山形県中学校（1884年）⇒ 山形県尋常中学校 ⇒ 山形県山形中学校 ⇒ 山形県立山形中学校 ⇒《新制》山形県立山形第一高等学校 ⇒（1950年：統合）山形県立山形東高等学校
  - 山形夜間中学 ⇒ 県立山形夜間中学 ⇒ 県立山形中学校夜間部 ⇒ 山形県立山形第一高等学校定時制 ⇒ 山形県立山形東高等学校定時制
- 山形県立山形第二中学校（1941年）⇒《新制》山形県立山形第二高等学校 ⇒（1950年：統合）山形県立山形南高等学校
- 私立米沢中学校（1886年）⇒ 米沢尋常中学校興譲館 ⇒ 山形県立米沢中学校 ⇒ 山形県立米沢興譲館中学校 ⇒《新制》山形県立米沢第一高等学校 ⇒（統合）山形県立米沢高等学校 ⇒（1952年：分離）山形県立米沢西高等学校 ⇒ 山形県立米沢興譲館高等学校（1956年）
  - 私立米沢中学夜学校 ⇒ 山形県立米沢中学校 ⇒ 山形県立米沢興譲館中学校夜間部 ⇒ 山形県立米沢第一高等学校定時制 ⇒ 山形県立米沢興譲館高等学校定時制
- 鶴岡変則中学校 ⇒ 西田川郡立中学校 ⇒ 荘内私立中学校 ⇒ 荘内中学校（1893年）⇒ 山形県立荘内中学校 ⇒《新制》山形県立鶴岡第一高等学校 ⇒（統合）山形県立鶴岡高等学校 ⇒（1952年：分離）山形県立鶴岡南高等学校 ⇒（2024年：統合）山形県立致道館中学校・高等学校
  - 私立鶴岡夜間中学 ⇒ 山形県立鶴岡夜間中学校 ⇒ 山形県立鶴岡中学校夜間部 ⇒ 山形県立鶴岡第一高等学校定時制 ⇒ 山形県立鶴岡南高等学校定時制
- 山形県立山形中新庄分校（1900年）⇒ 山形県立新庄中学校 ⇒《新制》山形県立新庄第一高等学校 ⇒（統合）山形県立新庄高等学校 ⇒（1952年：分離）山形県立新庄北高等学校
- 西村山郡立西村山中学校（1902年）⇒（火災により閉校）⇒ 山形県立寒河江中学校（1921年）⇒《新制》山形県立寒河江高等学校
- 酒田中学琢成校 ⇒ 山形県立酒田中学校（1920年）⇒《新制》山形県立酒田第一高等学校 ⇒（統合）山形県立酒田高等学校 ⇒（1952年：分離）山形県立酒田東高等学校
  - 山形県立酒田中学校夜間部 ⇒ 山形県立酒田第一高等学校定時制 ⇒ 山形県立酒田東高等学校定時制
- 山形県立長井中学校（1920年）⇒《新制》山形県立長井第一高等学校 ⇒（統合）山形県立長井高等学校 ⇒（分離）山形県立長井南高等学校 ⇒（1964年：統合）山形県立長井高等学校
- 山形市立山形公民中学校 ⇒ 山形市立山形産業高等学校 ⇒ 山形県立山形第六高等学校 ⇒ 山形県立山形中央高等学校（1950年）

## 高等女学校

### 公立
- 山形市高等女学校（1898年）⇒ 山形市立高等女学校 ⇒ 山形県高等女学校（1902年：山形県女子師範学校を併設）⇒ 山形県立山形高等女学校 ⇒ 山形県立山形第一高等女学校 ⇒《新制》山形県立山形第四高等学校 ⇒（統合）山形県立山形南高等学校（西校舎）⇒（1952年：分離）山形県立山形西高等学校
- 山形県立山形第二高等女学校（1928年：山形県女子師範学校に併設）⇒《新制》山形県立山形第五高等学校 ⇒（統合）山形県立山形東高等学校 ⇒（1952年：分離）山形県立山形北高等学校
- 西田川郡鶴岡高等女学校（1897年）⇒ 山形県立鶴岡高等女学校 ⇒《新制》山形県立鶴岡第三高等学校 ⇒（統合）山形県立鶴岡高等学校 ⇒（1952年：分離）山形県立鶴岡北高等学校 ⇒（2024年：統合）山形県立致道館中学校・高等学校
- 米沢市高等女学校（1898年）⇒ 山形県立米沢高等女学校 ⇒《新制》山形県立米沢第四高等学校 ⇒（統合）山形県立米沢高等学校 ⇒（1952年：分離）山形県立米沢東高等学校
- 酒田町立高等女学校（1898年）⇒ 山形県立酒田高等女学校 ⇒《新制》山形県立酒田第三高等学校 ⇒（統合）山形県立酒田高等学校 ⇒（1952年：分離）山形県立酒田西高等学校
- 私立楯岡女学会（1904年）⇒ 私立北郡女学校 ⇒ 山形県北村山郡立実科高等女学校 ⇒ 山形県立楯岡実科高等女学校 ⇒ 山形県立楯岡高等女学校（1925年）⇒《新制》山形県立楯岡第二高等学校 ⇒ 山形県立楯岡高等学校（1950年）⇒ 山形県立東桜学館中学校・高等学校（2016年）
- 新庄町立実科高等女学校（1914年）⇒ 山形県立新庄高等女学校（1925年） ⇒《新制》山形県立新庄第二高等学校 ⇒（統合）山形県立新庄高等学校 ⇒（1952年：分離）山形県立新庄南高等学校
- 宮内町立実科女学校（1920年）⇒ 山形県立宮内高等女学校（1925年）⇒《新制》山形県立宮内高等学校 ⇒（1991年：統合）山形県立南陽高等学校
- 西村山郡立実科女学校（1921年）⇒ 山形県立谷地高等女学校（1925年）⇒《新制》山形県立谷地高等学校
- 山形県立長井実科高等女学校（1921年）⇒ 山形県立長井高等女学校（1925年）⇒《新制》山形県立長井第二高等学校 ⇒（統合）山形県立長井高等学校 ⇒（分離）山形県立長井北高等学校 ⇒（1964年：統合）山形県立長井高等学校
- 天童町立天童実科高等女学校（1920年）⇒ 山形県立天童高等女学校（1943年）⇒《新制》山形県立天童高等学校
- 山形県酒田市立実科高等女学校（1940年）⇒ 酒田市立琢成高等女学校（1943年）⇒ 酒田市立高等女学校 ⇒《新制》酒田市立酒田中央高等学校 ⇒（2012年：統合）山形県立酒田光陵高等学校
- 山形県余目実科女学校（1927年）⇒ 山形県余目高等女学校（1946年）⇒《新制》山形県立余目高等学校 ⇒ 山形県立庄内総合高等学校（1997年）
- 山形県高畠実科高等女学校（1922年）⇒ 山形県高畠高等女学校（1947年）⇒《新制》山形県立高畠高等学校
- 私立鶴岡裁縫塾（1924年）⇒ 山形県鶴岡市私立裁縫学校 ⇒ 私立鶴岡技芸女学校 ⇒ 鶴岡市立女子農業学校（1944年）⇒ 山形県立第二高等女学校（1947年）⇒《新制》鶴岡第四高等学校 ⇒ 鶴岡家政高等学校（1950年）⇒（1998年：統合）山形県立鶴岡中央高等学校
- 南村山郡上山実科女学校（1935年）⇒ 南村山郡上山高等女学校（1947年）⇒《新制》山形県立上山第二高等学校 ⇒ 山形県立上山高等学校 ⇒（1993年：統合）山形県立上山明新館高等学校
- 二町六カ村組合立大石田女子実業公民学校（1927年）⇒ 山形県北村山郡大石田女子実業公民学校 ⇒ 山形県大石田高等農芸女学校 ⇒ 山形県立大石田農芸女学校 ⇒《新制》山形県大石田高等学校 ⇒（1987年：統合）山形県立北村山高等学校
- 山形市立山形実業補習学校裁縫科（1928年）⇒ 山形市立山形高等家政女学校 ⇒ 山形市立山形女子商業学校 ⇒《新制》山形市立山形女子商業高等学校⇒（1951年：統合）山形市立商業高等学校

### 私立
- 山形裁縫女学校 ⇒ 山形女子職業学校 ⇒ 山形高等女子職業学校 ⇒ 山形城北女子商業学校 ⇒ 山形城北高等女学校（1946年）⇒《新制》山形城北女子高等学校 ⇒（2002年：共学化）山形城北高等学校
- 米沢女子職業学校 ⇒ 米沢高等家政女学校 ⇒ 米沢家政高等女学校（1948年）⇒《新制》米沢家政高等学校 ⇒ 米沢中央高等学校（1962年）
- 九里裁縫女学校 ⇒ 米沢女子商業学校 ⇒《新制》米沢女子高等学校 ⇒（1999年：共学化）九里学園高等学校
- 裁縫伝習所 ⇒ 精華女学校 ⇒《新制》山形精華高等学校 ⇒ 山形女子学院高等学校 ⇒ 山形学院高等学校（1973年）
- 渡利裁縫塾 ⇒ 竹田裁縫女学校 ⇒ 竹田技芸専門学校 ⇒《新制》竹田女子高等学校 ⇒（1987年：共学化）山本学園高等学校 ⇒ 惺山高等学校（2022年）
- 斎藤裁縫塾（1923年）⇒ 酒田家政女学校（1943年）⇒ 酒田天真女学校 ⇒《新制》天真高等学校 ⇒ 酒田家政高等学校 ⇒ 酒田女子高等学校 ⇒ 天真学園高等学校（1976年）⇒（2018年：統合）酒田南高等学校

## 実業学校

### 公立

#### 南村山・山形
- 南村山郡立上山農学校（1912年）⇒ 山形県立国民高等学校 ⇒ 山形県立上山農学校（1943年）⇒《新制》山形県立上山農業高等学校 ⇒（1993年：統合）山形県立上山明新館高等学校
- 山形市立山形商業学校（1918年）⇒（1944年：戦時非常措置）山形市立山形工業学校 ⇒《新制》山形市立山形商業高等学校 ⇒（1951年：統合）山形市立商業高等学校
- 山形市立山形実業補習学校裁縫科（1928年）⇒ 山形高等家政女学校 ⇒ 山形市立山形女子商業学校 ⇒《新制》山形市立山形女子商業高等学校⇒（1951年：統合）山形市立商業高等学校
- 山形県立山形工業学校（1920年）⇒《新制》山形県立山形第三高等学校 ⇒ 山形県立山形工業高等学校（1950年）
  - 山形市立山形工芸学校（1944年：山形市立山形工業学校に併置）⇒（1946年：廃校）

#### 西村山
- 高松村立山形県高松実業公民学校（1928年）⇒《新制》山形県立高松高等学校 ⇒（1952年：統合）山形県立寒河江高等学校 高松分校

#### 北村山
- 簡易農学校（1895年）⇒ 北村山郡立農学校 ⇒ 山形県立村山農学校（1901年）⇒《新制》山形県立楯岡第一高等学校 ⇒ 山形県立楯岡農業高等学校 ⇒ 山形県立村山農業高等学校（1953年）⇒（2014年：統合）山形県立村山産業高等学校
- 二町六カ村組合立大石田女子実業公民学校（1927年）⇒ 山形県北村山郡大石田女子実業公民学校 ⇒ 山形県大石田高等農芸女学校 ⇒ 山形県立大石田農芸女学校 ⇒《新制》山形県大石田高等学校 ⇒（1987年：統合）山形県立北村山高等学校

#### 最上
- 山形県最上農林学校（1946年：私立）⇒ 最上郡町村組合立 山形県最上農林学校 ⇒《新制》最上郡町村組合立 山形県最上農林高等学校 ⇒（1949年：統合）山形県立新荘第一高等学校 農業課程 ⇒ 山形県立新庄高等学校 農業課程 ⇒ 山形県立新庄北高等学校 農業課程 ⇒（1966年：分離独立）山形県立新庄農業高等学校 ⇒（2003年：統合）山形県立新庄神室産業高等学校

#### 東置賜
- 置賜郡立蚕業学校（1895年）⇒ 山形県立置賜農学校（1901年）⇒《新制》山形県立置賜農業高等学校
- 赤湯町外三カ村組合立赤湯実業公民学校（1927年）⇒《新制》山形県立赤湯園芸高等学校 ⇒（1991年：統合）山形県立南陽高等学校

#### 南置賜・米沢
- 米沢市立工業学校（1897年）⇒ 山形県工業学校（1898年）⇒ 山形県立米沢工業学校（1920年）⇒《新制》山形県立米沢第二高等学校 ⇒ 山形県立米沢工業高等学校（1950年）
- 米沢市立商業補習学校（1902年）⇒ 米沢市立商業学校 ⇒ 山形県立米沢商業学校（1924年）⇒（1944年：戦時非常措置）山形県立米沢第二工業学校 ⇒ 山形県立米沢商業学校（1946年）⇒《新制》山形県立米沢第三高等学校 ⇒ 山形県立米沢商業高等学校（1950年）

#### 東田川
- 山形県立庄内農業学校（1901年）⇒《新制》山形県立藤島高等学校 ⇒ 山形県藤島農業高等学校 ⇒ 山形県立庄内農業高等学校（1953年）

#### 西田川
- 鶴岡町立鶴岡染織学校（1895年）⇒ 西田川郡立庄内染織学校（1914年）⇒ 西田川郡立庄内工業学校（1916年）⇒ 山形県立鶴岡工業学校（1920年）⇒《新制》山形県立鶴岡第二高等学校 ⇒ 山形県立鶴岡工業高等学校（1950年）

#### 飽海
- 遊佐実業公民学校（1927年）⇒《新制》山形県立遊佐高等学校